# لويس راموس
لويس راموس (بالإسبانية: Luis Ramos)‏ (9 أكتوبر 1939 الأوروغواي - ) هو لاعب كرة قدم أوروغواني.

## روابط خارجية
- لويس راموس على موقع الاتحاد الدولي (مؤرشف)  (الإنجليزية)
- لويس راموس على موقع قاعدة بيانات كرة القدم.إي يو (الإنجليزية)
- لويس راموس على موقع ناشيونال فوتبول تيمز (الإنجليزية)